# Minuartia obtusiloba
Minuartia obtusiloba là loài thực vật có hoa thuộc họ Cẩm chướng. Loài này được (Rydb.) House mô tả khoa học đầu tiên năm 1921.